# Sieglitz (Fluss)
Die Sieglitz ist ein etwa 4,5 Kilometer langer Nebenfluss der Wilden Gera im Thüringer Wald oberhalb von Gräfenroda. 

## Verlauf
Sie entspringt etwa einen Kilometer östlich von Oberhof am Glashüttenplatz in 710 Metern Höhe. Anschließend fließt sie in nordöstlicher Richtung weiter zum Oberen Sieglitzteich. Wenig unterhalb wird sie vom Lütsche-Flößgraben gekreuzt, der von hier hinauf nach Oberhof und hinab nach Frankenhain führt. Unterhalb des Unteren Sieglitzteichs beginnt der Sieglitzgrund, in dem die Sieglitz vom Gerastollen gekreuzt wird. Ein Teil ihres Wassers fließt durch diesen Stollen nach Nordwesten zur Ohra-Talsperre. Der restliche Teil folgt dem natürlichen Tal bis zur Sieglitzecke, an der der Bach von links in die Wilde Gera einmündet. 